# Tönsbek
Der Tönsbek ist ein Nebenfluss der Bünzau im Kreis Rendsburg-Eckernförde in Schleswig-Holstein.
Der Bach hat eine Länge von ungefähr 4,5 km. Er entspringt westlich von Aukrug-Bargfeld, unterquert die Landesstraße 121 in der Nähe der Fachklinik Aukrug, fließt dann durch den Aukruger Ortsteil Bargfeld
und mündet südlich von Aukrug-Bünzen beim Segelfluggelände Aukrug in die Bünzau. Der Unterlauf wurde während der Flurbereinigung verrohrt und inzwischen wieder renaturiert.

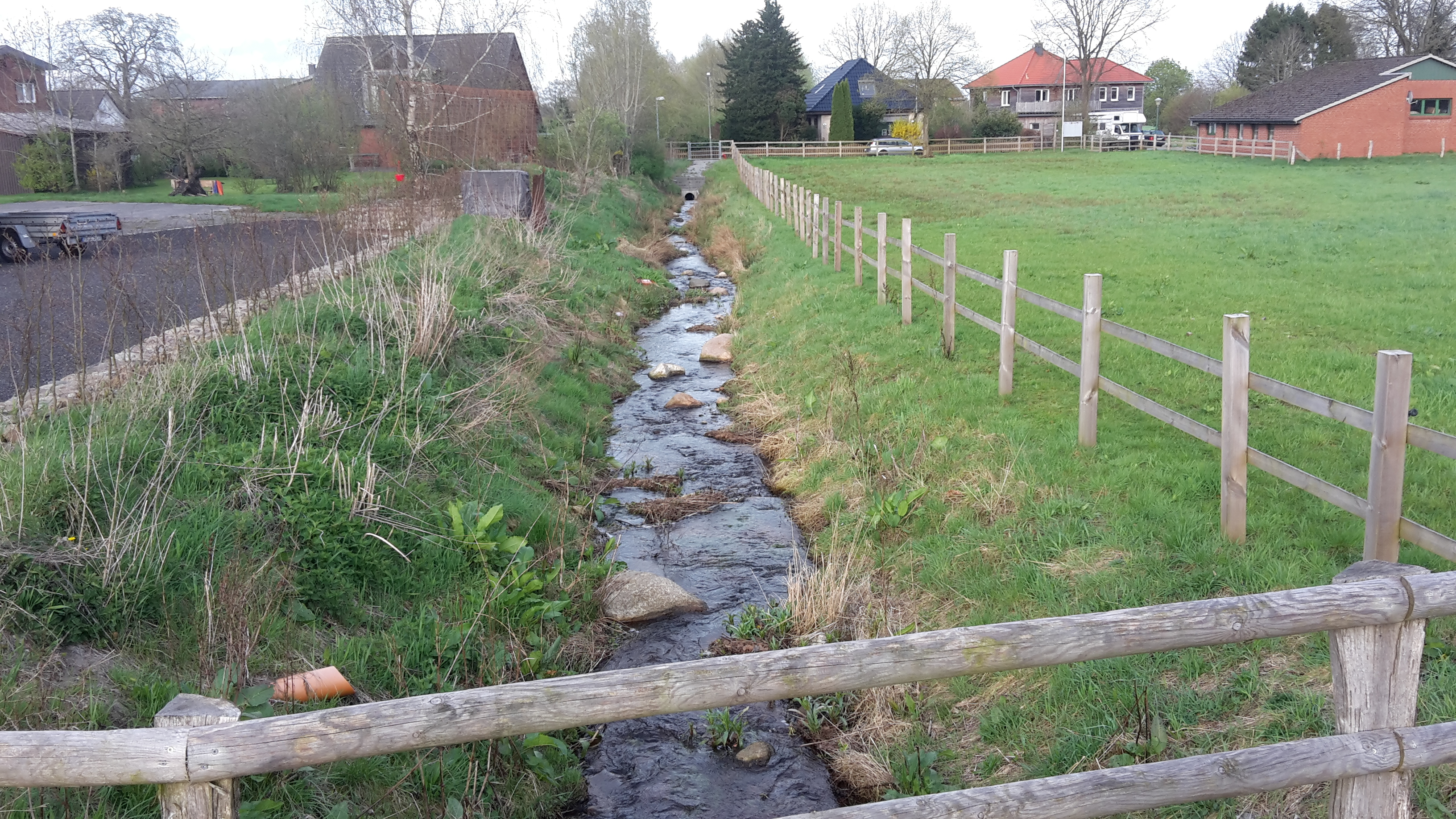
Renaturierter Unterlauf der Tönsbek (April 2018)